# Vòng loại Giải vô địch bóng đá nữ châu Âu 2017 (Bảng 7)
Bảng 7 Vòng loại Giải vô địch bóng đá nữ châu Âu 2017 bao gồm các đội: Anh, Bỉ, Serbia, Bosna và Hercegovina vầ Estonia.

## Bảng xếp hạng
| VT | Đội                  | ST | T | H | B | BT | BB | HS  | Đ  | Giành quyền tham dự |     |     |     |     |     |     |
| -- | -------------------- | -- | - | - | - | -- | -- | --- | -- | ------------------- | --- | --- | --- | --- | --- | --- |
| 1  | Anh                  | 8  | 7 | 1 | 0 | 32 | 1  | +31 | 22 | Vòng chung kết      |     | —   | 1–1 | 7–0 | 1–0 | 5–0 |
| 2  | Bỉ                   | 8  | 5 | 2 | 1 | 27 | 5  | +22 | 17 | Vòng chung kết      |     | 0–2 | —   | 1–1 | 6–0 | 6–0 |
| 3  | Serbia               | 8  | 3 | 1 | 4 | 10 | 21 | −11 | 10 |                     |     | 0–7 | 1–3 | —   | 0–1 | 3–0 |
| 4  | Bosna và Hercegovina | 8  | 3 | 0 | 5 | 8  | 17 | −9  | 9  |                     | 0–1 | 0–5 | 2–4 | —   | 4–0 |     |
| 5  | Estonia              | 8  | 0 | 0 | 8 | 0  | 33 | −33 | 0  |                     | 0–8 | 0–5 | 0–1 | 0–1 | —   |     |

## Các trận đấu
Giờ thi đấu là CEST (UTC+2) các trận từ ngày 29 tháng 3 tới 24 tháng 10 năm 2015 và từ 27 tháng 3 tới 29 tháng 10 năm 2016, còn lại là CET (UTC+1).
| Estonia | 0–1      | Serbia        |
| ------- | -------- | ------------- |
|         | Chi tiết | Mijatović 43' |

| Estonia | 0–8      | Anh                                                                                   |
| ------- | -------- | ------------------------------------------------------------------------------------- |
|         | Chi tiết | Carter 2', 83', 90+2' · Potter 34' · Kirby 40', 81' · J. Scott 53' · Christiansen 74' |

| Bỉ                                                                                                  | 6–0      | Bosna và Hercegovina |
| --------------------------------------------------------------------------------------------------- | -------- | -------------------- |
| Dijaković 7' (l.n.) · De Gernier 20' · Zeler 33', 41' (ph.đ.) · Cayman 35' · Coutereels 72' (ph.đ.) | Chi tiết |                      |

| Bosna và Hercegovina                | 4–0      | Estonia |
| ----------------------------------- | -------- | ------- |
| Nikolić 6', 36', 43' · Radeljić 73' | Chi tiết |         |

| Serbia                           | 3–0      | Estonia |
| -------------------------------- | -------- | ------- |
| Čubrilo 17', 61' · Radojičić 82' | Chi tiết |         |

| Bosna và Hercegovina | 0–5      | Bỉ                                                       |
| -------------------- | -------- | -------------------------------------------------------- |
|                      | Chi tiết | Biesmans 25', 65' · Wullaert 73', 83' · Demoustier 90+2' |

| Serbia | 0–1      | Bosna và Hercegovina |
| ------ | -------- | -------------------- |
|        | Chi tiết | Nikolić 88'          |

| Anh          | 1–0      | Bosna và Hercegovina |
| ------------ | -------- | -------------------- |
| J. Scott 69' | Chi tiết |                      |

| Bỉ         | 1–1      | Serbia          |
| ---------- | -------- | --------------- |
| Yuceil 17' | Chi tiết | Damnjanović 39' |

| Anh          | 1–1      | Bỉ         |
| ------------ | -------- | ---------- |
| J. Scott 84' | Chi tiết | Cayman 18' |

| Bosna và Hercegovina | 0–1      | Anh        |
| -------------------- | -------- | ---------- |
|                      | Chi tiết | Carney 86' |

| Bỉ                                                                      | 6–0      | Estonia |
| ----------------------------------------------------------------------- | -------- | ------- |
| Coutereels 11' · De Caigny 21', 50' · Wullaert 30', 63' · Schryvers 67' | Chi tiết |         |

| Estonia | 0–5      | Bỉ                                                              |
| ------- | -------- | --------------------------------------------------------------- |
|         | Chi tiết | Zlidnis 10' (l.n.) · Zeler 38' · Van Gorp 60' · Cayman 65', 70' |

| Anh                                                                                    | 7–0      | Serbia |
| -------------------------------------------------------------------------------------- | -------- | ------ |
| Greenwood 16' · Carney 34' (ph.đ.), 60', 64' · Daly 43' · White 51' · Christiansen 52' | Chi tiết |        |

| Estonia | 0–1      | Bosna và Hercegovina |
| ------- | -------- | -------------------- |
|         | Chi tiết | Nikolić 57'          |

| Serbia | 0–7      | Anh                                                                                   |
| ------ | -------- | ------------------------------------------------------------------------------------- |
|        | Chi tiết | J. Scott 13' · White 28' · Davison 41', 46' · Damjanović 53' (l.n.) · Parris 69', 90' |

| Serbia     | 1–3      | Bỉ                                         |
| ---------- | -------- | ------------------------------------------ |
| Tenkov 31' | Chi tiết | De Caigny 13' · Deloose 52' · Van Gorp 74' |

| Anh                                               | 5–0      | Estonia |
| ------------------------------------------------- | -------- | ------- |
| Carter 9', 17', 56' · J. Scott 13' · Carney 90+4' | Chi tiết |         |

| Bosna và Hercegovina            | 2–4      | Serbia                                    |
| ------------------------------- | -------- | ----------------------------------------- |
| Medić 40' · Nikolić 84' (ph.đ.) | Chi tiết | Slović 9' · Tenkov 48', 69' · Čubrilo 54' |

| Bỉ | 0–2      | Anh                     |
| -- | -------- | ----------------------- |
|    | Chi tiết | Parris 65' · Carney 85' |

## Cầu thủ ghi bàn
6 bàn
- Karen Carney
- Danielle Carter
- Milena Nikolić

5 bàn
- Jill Scott

4 bàn
- Janice Cayman
- Tessa Wullaert

3 bàn
- Nikita Parris
- Tine De Caigny
- Jelena Čubrilo
- Mirela Tenkov

2 bàn
- Izzy Christiansen
- Gemma Davison
- Fran Kirby
- Ellen White
- Julie Biesmans
- Maud Coutereels
- Elke Van Gorp
- Aline Zeler

1 bàn
- Rachel Daly
- Alex Greenwood
- Jo Potter
- Cécile De Gernier
- Laura Deloose
- Audrey Demoustier
- Tine Schryvers
- Sara Yuceil
- Aline Zeler
- Merjema Medić
- Antonela Radeljić
- Jovana Damnjanović
- Milica Mijatović
- Marija Radojičić
- Violeta Slović

Phản lưới nhà
- Nikolina Dijaković (gặp Bỉ)
- Inna Zlidnis (gặp Bỉ)
- Nevena Damjanović (gặp Anh)